# ジャンティイ
ジャンティイ （Gentilly）はフランス、イル＝ド＝フランス地域圏のヴァル＝ド＝マルヌ県のコミューン。アルクイユとル・クレムラン＝ビセートルの両小郡に属している。

## 地理

### 位置

« Petite Couronne » の地図上で、赤く示されているのがジャンティイ。

パリに隣接し、プティト・クロンヌ（小さな王冠の意。パリを取り囲むオー＝ド＝セーヌ県、セーヌ＝サン＝ドニ県及びヴァル＝ド＝マルヌ県のこと。）内にある。

### 隣接自治体
- 東　　ル・クレムラン＝ビセートル
- 西　　モンルージュ
- 南　　アルクイユ
- 北　　13区 (パリ)及び14区 (パリ)

### 地形
暗渠化されたビエーヴル川がコミューン内を横切る。

## 歴史
Gentiliacumという村の名が伝えられたのは7世紀、聖ウアンの手による聖エロワの生涯伝の中においてである。王領として存在が知られたのは6世紀であり、13世紀終わりにはジャンティイの名が表れた。中世の間、いくつもの修道院や荘園として分割・領有され、領主が交替した。
17世紀、パリ左岸地区へ水を供給するためメディシス水道が築かれた。現在もフレンヌ、ライ＝レ＝ローズ、カシャン、アルクイユ、ジャンティイに残っている。
19世紀、ビエーヴル川沿いに強力に産業革命が推し進められた。洗濯や皮なめしの工場が急速にできた。工業化と都市化が急激に進み、粗悪な住宅が建設され、ビエーヴル川は極端に汚染された。第二次世界大戦まで、労働階級人口の3/4が標準以下の住宅に住むという悲惨な状態であった。
1860年、ティエールの城壁内のメゾン・ブランシュ地区及びグラシエール地区がパリに併合される。
1897年、ル・クレムラン＝ビセートルがジャンティイから分離独立して新たなコミューンとなる。
1925年、ティエールの城壁外縁部のラ・ゾーヌと呼ばれる地帯がパリに併合され、国際大学都市用地とされた。
1950年代より、現代的な住宅が出現し、都市人口の過密化を招いた。

## 建物
- サン＝サテュルナン教会 - 13世紀。16世紀再建。
- サクレ＝クール寺院 (ジャンティイ)(仏語版)
- ジャンティイ墓地 (仏語版) - 13区およびパリ南東部を見下ろす位置にある。

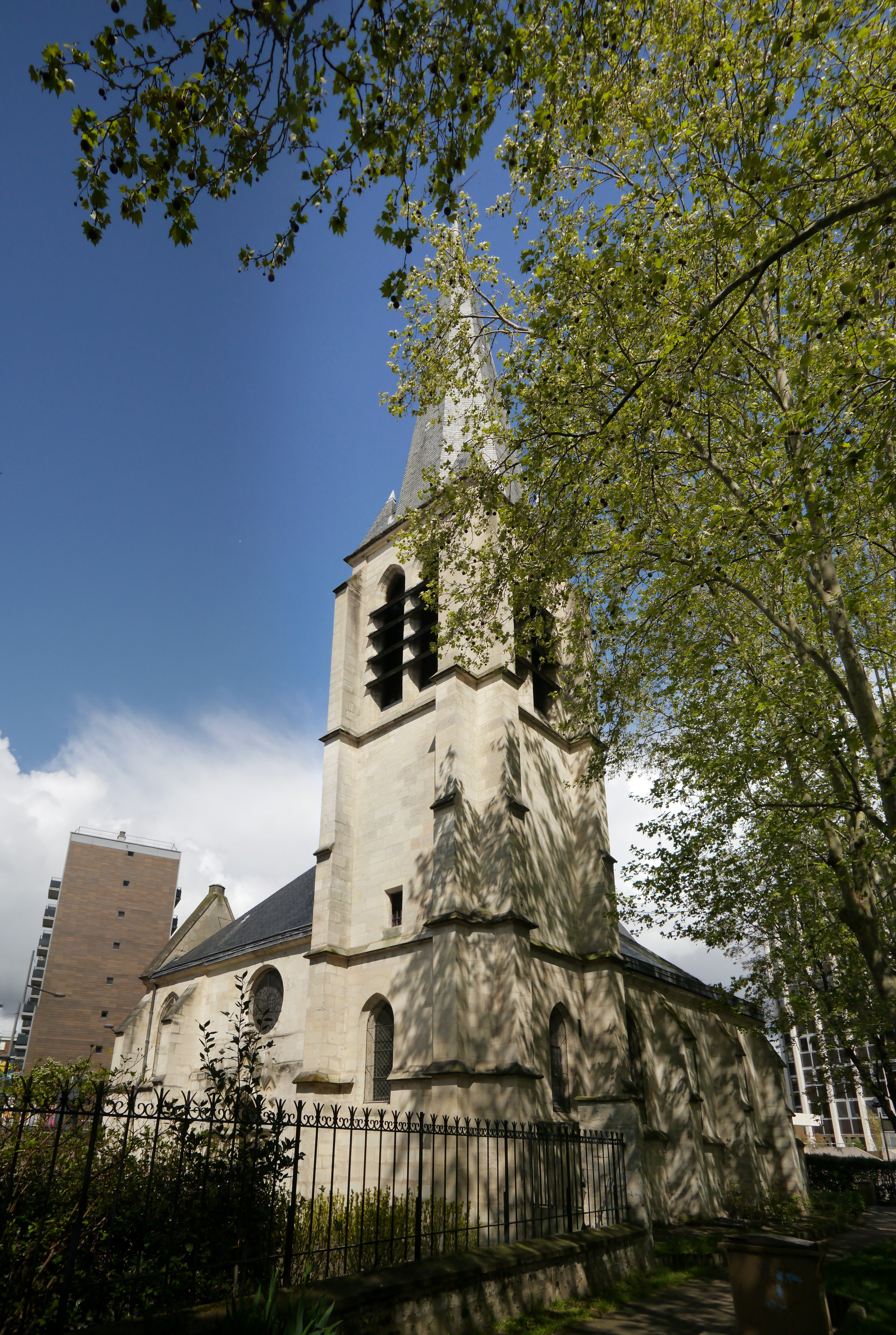
サン＝サテュルナン教会
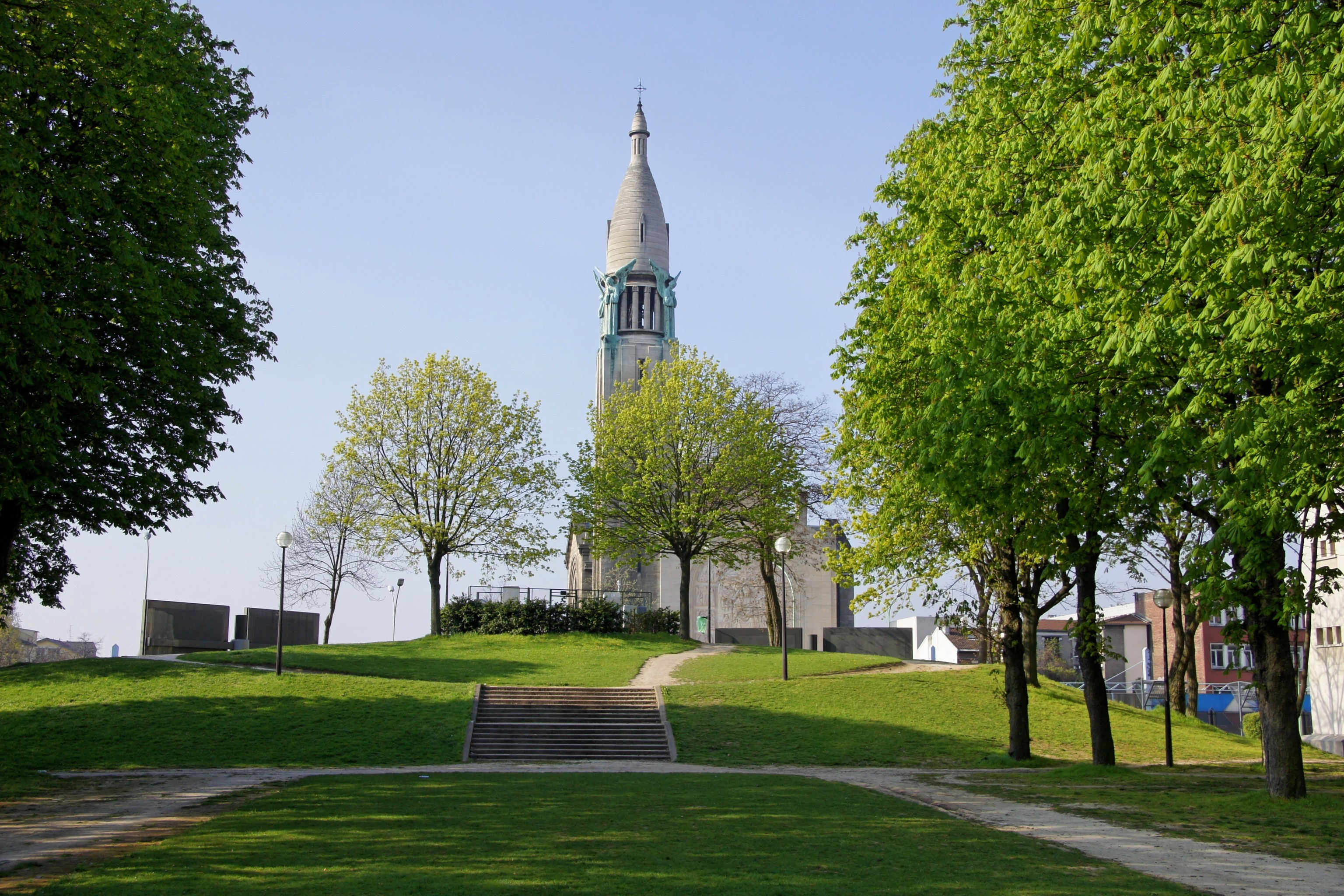
ジャンティイのサクレ＝クール寺院（国際大学都市）
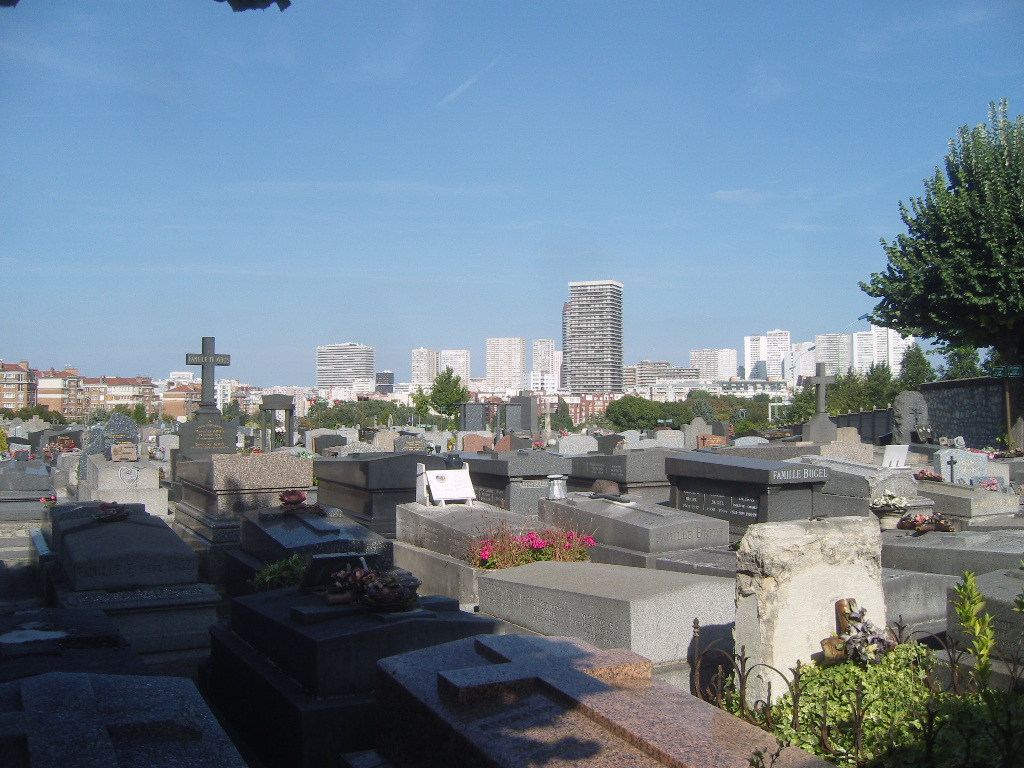
ジャンティイ墓地 奥にはパリ13区市街が見える
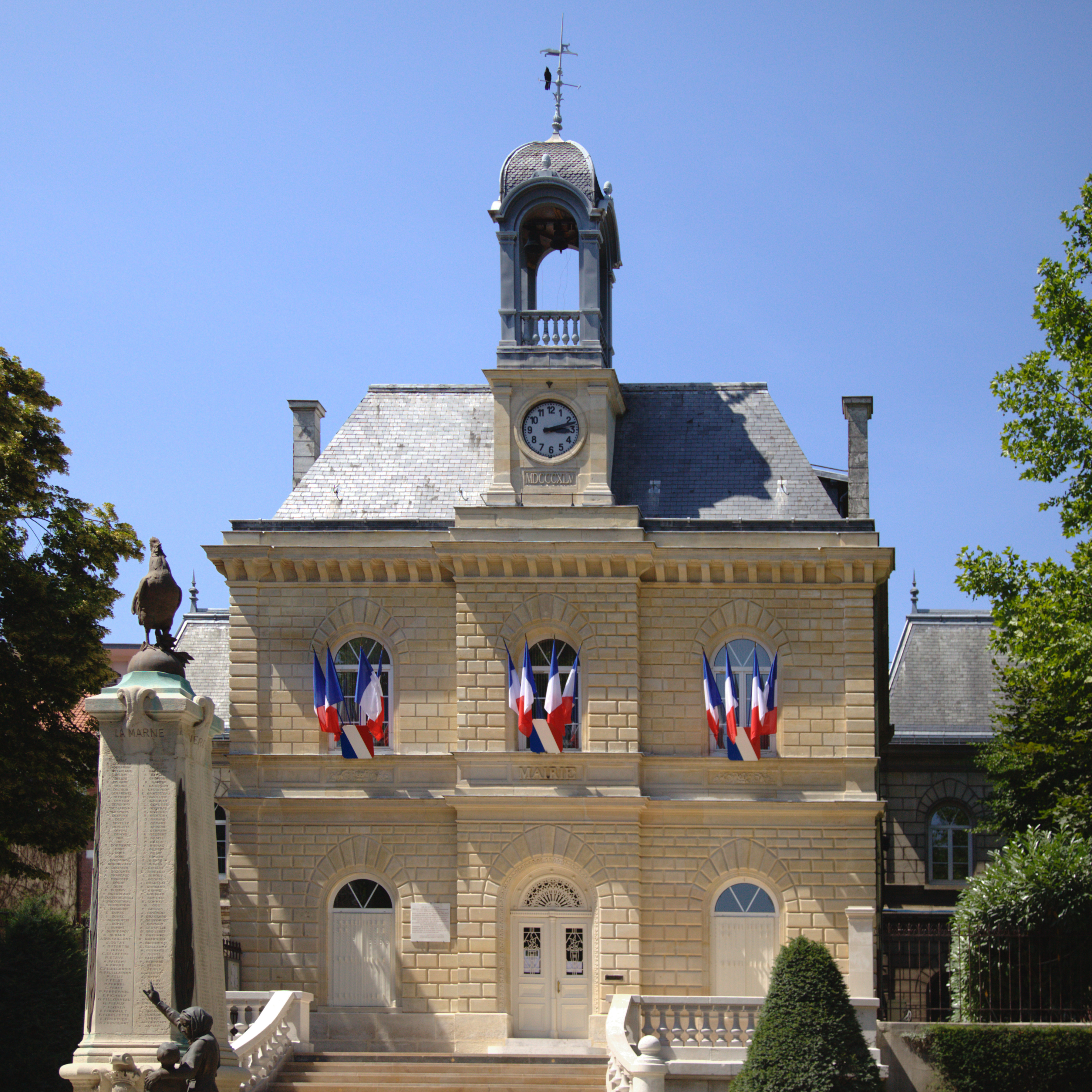
ジャンティイ市庁舎

## 交通
RER ■B線ジャンティイ駅

トラム (パリ)■3号線

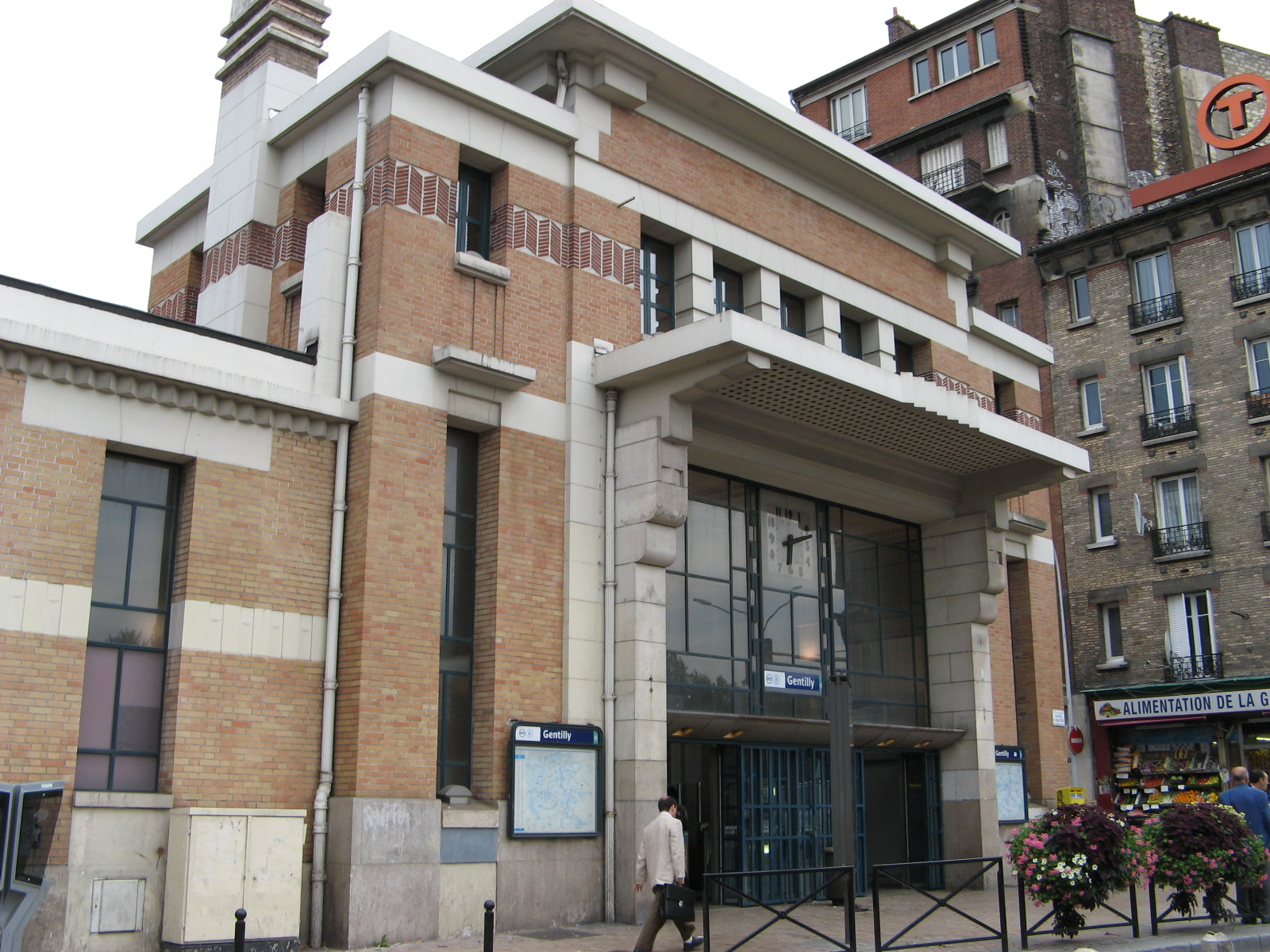
RER B線ジャンティイ駅

- 道路 - 北をペリフェリックが通る。東部はA6の一部であるA6bが通る。
- ヴェリブ - ステーションが5箇所ある。

## 出身者
- ロベール・ドアノー（写真家）
- ソフィー・マルソー（女優）
- ジュディット・シュムラ（女優）
- エルネスト・ローラン（画家）